# 34 Dywizja Pancerna (ZSRR)
34 Dywizja Pancerna (ros. 34-я танковая дивизия) – radziecka dywizja pancerna z  okresu II wojny światowej.
34 Dywizja Pancerna sformowana została w 1940. W czasie napaści wojsk III Rzeszy i jej satelitów na Związek Radziecki wchodziła w skład 8 Korpusu Zmechanizowanego.
Dowodzący dywizją płk Wasiliew poległ podczas próby przedarcia się przez pierścień okrążenia, natomiast dowodzona przez niego jednostka została rozbita 15 sierpnia 1941.

## Dowódcy 34 Dywizji Pancernej
- płk Iwan Wasiliew[1].

## Struktura organizacyjna
- 67 pułk pancerny
- 68 pułk pancerny
- 34 pułk piechoty zmotoryzowanej
- 34 pułk haubic[3].